# Exastilithoxus hoedemani
Exastilithoxus hoedemani är en fiskart som beskrevs av Isaac J.H. Isbrücker och Nijssen, 1985. Exastilithoxus hoedemani ingår i släktet Exastilithoxus och familjen Loricariidae. Inga underarter finns listade i Catalogue of Life.